# Louis Boehmer
Pour les articles homonymes, voir Boehmer.
Louis Boehmer (30 mai 1843 – 29 juillet 1896) est un agronome américano-allemand qui est conseiller étranger au Japon pendant l'ère Meiji. Il devient plus tard chef d'entreprise à Yokohama.

## Biographie
Louis Boehmer est né à Lunebourg en royaume de Hanovre. Travaillant d'abord comme jardinier, il est nommé en poste aux jardins royaux du royaume de Hanovre. Cependant, à la suite de la guerre franco-prussienne de 1870/71, il émigre aux États-Unis où il continue son travail de jardinier à Rochester, avec qui plus est un certain succès. En janvier 1871, tandis que Kiyotaka Kuroda, un homme d'État japonais, se trouve aux États-Unis pour recruter des conseillers étrangers pour son bureau de colonisation de Hokkaidō, Louis Boehmer est recommandé par un ami commun, Horace Capron, et il est engagé en tant qu'horticulteur.
Boehmer arrive à Yokohama au Japon le 23 mars 1872, et est dans un premier temps placé à la tête d'une ferme expérimentale à Aoyama où il cultive des carottes, des pommes de terre, des asperges, ainsi que du blé, de l'orge et du soja. Il plante également des vergers de pommes, de cerises, de pêches et de poires ainsi que du raisin et il introduit de nouvelles races d'animaux d'élevage.
Après la fin de la guerre de Boshin, le gouvernement japonais redouble d'efforts pour coloniser l'île de Hokkaidō, en se servant surtout des samouraï des anciens domaines pro-shogunat. Boehmer arrive à Hakodate le 19 mars 1874 et passe les cinq mois suivants à explorer l'île pour chercher des sites favorables à l'installation des fermes expérimentales du gouvernement. En pénétrant dans le district de Saru, il découvre une communauté d'Aïnous qui cultive du houblon. La présence de cette culture lui permet de recommander à Horace Capron, qui se trouve au collège d'agriculture de Sapporo, qu'une brasserie pouvait être installée en ce lieu si bien sûr des plantations d'orge étaient plantées. Edwin Dun est chargé de la création de cette industrie, et l'entreprise existe encore de nos jours sous le nom de Sapporo Breweries Limited. Boehmer fut transféré à Sapporo en 1876, où il travaille avec Edwin Dun pendant plusieurs années.
Après la fermeture du bureau de colonisation de Hokkaidō en 1882, Boehmer fonde sa propre pépinière dans le quartier de Yamate à Yokohama, la L. Boehmer & Company. La firme est spécialisée dans l'exportation de plants japonais vers l'Europe et les États-Unis, elle fournit même l'empereur d'Allemagne et aide à populariser les bonsaïs japonais en Occident. Boehmer décide de prendre sa retraite en 1890, il vend son affaire à l'homme d'affaires allemand Alfred Unger, mais l'entreprise continue à opérer sous son nom originel jusqu'en 1908. Le 13 octobre 1894, Boehmer quitte le Japon en raison de problèmes de santé. Il meurt dans sa ville natale le 29 juillet 1896 à l'âge de 53 ans.